# Шаехов, Ленар Миннемохимович
Ленар Миннемохимович Шаехов (тат. Ленар Миңнемөһим улы Шәехов; род. 4 октября 1982, Такталачук, Актанышский район, Татарская АССР, РСФСР, СССР) — российский татарский поэт, писатель, журналист, переводчик, учёный. Кандидат филологических наук (2012). Лауреат Республиканской премии имени Мусы Джалиля (2013). Заслуженный деятель искусств Республики Татарстан (2020). Главный редактор Татарского книжного издательства с 2008 года.

## Биография
Ленар Миннемохимович Шаехов родился 4 октября 1982 года в деревне Такталачук Актанышского района Татарской АССР. Ещё во время учёбы в начальной школе начал интересоваться литературой, пробовав писать сказки о мифологических героях. Своё первое стихотворение «Наша семья» написал в шестом классе, рассказав в нём о своих родителях, бабушках и дедушках, сестрах, а также домашних животных и птицах на семейной ферме. В 1994 году в районной газете была напечатана первая статья Ленара, рассказывающая о его родной деревне и основанная на рассказе «Три Махмута» И. Гази.
После окончания такталачукской средней школы, в 1999—2002 годах учился в Мензелинском педагогическом колледже. В этот период своими сатирическими стихами обратил на себя внимание И. Юзеева, начав по его протекции публиковаться в республиканской печати, в частности, в таких изданиях как «Сабантуй», «Казан утлары», «Чаян». В 2002 году поступил на факультет татарской филологии и истории Казанского государственного университета имени В. И. Ленина, который окончил в 2007 году. Во время учёбы в сотрудничестве с писателем Г. Гильмановым возродил литературно-творческое объединение «Әллүки», объединившее порядка шестидесяти молодых писателей, а также стал основателем и главным редактором студенческой газеты «Тәрәзә».
В 2006 году прошёл языковые курсы в Гисенском университете (Германия), также публиковался в немецкой прессе. В 2007 году поступил в аспирантуру кафедры теории и истории татарской литературы КГУ, где в 2012 году под руководством А. Ахмадуллина успешно защитил диссертацию по теме «Трагедия в стихах в татарской драматургии» и получил степень кандидата филологических наук. Одновременно, в 2004 году стал работать корреспондентом казанского бюро радио «Азатлык», также трудился журналистом в газетах «Шәһри Казан» (2004—2005) и «Татарстан яшьләре» (2005—2007). В 2007 году перешёл на работу в Татарское книжное издательство, где стал главным редактором детской и подростковой редакции. В 2008 году назначен главным редактором издательства, после смерти Х. Аюпова. Является руководителем проекта серий книг «Татарская проза» и «Тюркская литература», а также составителем ряда сборников, в частности, произведений Г. Тукая, М. Джалиля. Живёт в Казани.

## Очерк творчества
Творческий псевдоним — Ленар Шаех (тат. Ленар Шәех). Пишет стихи, рассказы, публицистику, рецензии на недавно изданные книги, публикуется в ряде как республиканских, так и российских газет и журналов. Например, в 2007 году под редакцией Шаеха вышел сборник «Әллүки», в котором были помещены произведения 25 молодых писателей — членов объединения, а в 2008 году выпустил книгу о своём прадеде — учителе Н. Газизове, ставшую продолжением статьи, выпущенной в районной газете к 50-летию победы в Великой Отечественной войне. Также работает в области детской литературы. В 2009—2013 годах в соавторстве с Т. Шакировой составил и издал пятитомный труд «Балачак энциклопедиясе» («Энциклопедия детства»), в которую вошли произведения татарских, российских и иностранных писателей для детей, вместе с краткими биографическими справками. Член Союза писателей Республики Татарстан (с 2007 года), его правления (с 2012 года). Также является членом Союза писателей России (с 2020 года), Союза журналистов России и Татарстана (с 2006 года), членом Международной федерации журналистов (с 2006 года), татарского ПЕН-клуба (с 2007 года).
Является автором более двадцати книг, изданных на татарском, русском, башкирском, киргизском, английском и французском языках в Казани, Москве, Уфе, Бишкеке, Лондоне и Париже. Ряд произведений переведены на русский, башкирский, якутский, чувашский, азербайджанский, киргизский и другие языки. Переводит с русского, киргизского, башкирского, немецкого языков. На стихотворения Шаеха написан ряд песен.
Как только я начинал заниматься творчеством, я старался работать в разных жанрах и темах, а кроме стихов писал и детские рассказы. У меня даже были пьесы. Но однажды пришлось выбрать одно направление, потому что невозможно охватить всё. Я выбрал стихи, и я остаюсь им верен, и мне это нравится.Ленар Шаех, 2016 год.
Поэзия Шаеха отличается зрелой философичностью и яркой образностью, она наполнена любовью ко всему окружающему поэта, к Родине, к своему творчеству, к женщине. Как преимущественно лирический поэт, он уделяет большое внимание любви, её радостям, переживаниям, красоте любимой, мучительной разлуки с нею. Любовь как таковая вообще является ключевой темой в лирической поэзии Шаеха и, рассуждая о таком чувстве к жене, семье, детям, он избегает мрачных и тяжёлых интонаций, даже в том случае, когда затрагивает темы преемственности поколений и оторванности от родных корней. По отзывам критиков, поэтика стихотворений Шаеха не отягощена излишней сложностью, в ней используются простые конструкции, повторы слов и звуков, некоторая недоговоренность последних строк. Основу образно-поэтической системы Шаеха составляют широко известные по народному творчеству обожествлённые символы солнца, луны, звёзд, соловья, яблока, однако такая «одинаковость» компенсируется жанровыми поисками поэта в области рифмы, объёма, размера стиха, количества слогов. Будучи наделённым умением чувствовать глубину и красоту слова, поэт выражает в своих стихах дар единения природы и человека, переводя как себя самого, так и читателя, от индивидуального «Я» в чувство всеохватывающей любви к своей нации и ко всему миру. 
Крепкий род — корнями славный
И хорош со всех сторон.
Нашей нации прекрасной
Я чертами наделён.
Публицистическая лирика Шаеха, по оценкам критиков, стала выражением поисков целого поколения, размышлений о судьбе татарского народа, своего языка, родной деревни. Будучи верным идеям единства, суверенитета 1990-х годов, поэт проводит мысль о дурноте деления татарского народа на различные группы и роды, которое считает «дурным предзнаменованием», и одновременно выражает чувство гордости и веры в свою нацию. В своих стихотворениях Шаех также обращается к своим историческим предшественникам на ниве поэзии, в частности, к Г. Тукаю, представленному как «наша вера святая», перед величием которого придётся склониться всем неверующим. На примере сноса гостиницы «Булгар», где жил Тукай, поэт затрагивает тему равнодушия татар к своим же национальным святыням, указывая, что никто не ответил за это преступление против татарского народа. Юмористически-сатирические стихотворения Шаеха также отличается поучительностью, тонкой наблюдательностью за течением жизни, в изображении окружающего мира, в чём поэт, по мнению критики, походит на своего односельчанина Г. Афзала.

## Награды
Звания
- Почётное звание «Заслуженный деятель искусств Республики Татарстан» (2020 год)[40].

Премии
- Республиканская премия имени Мусы Джалиля (2013 год) — за вклад в развитие татарской литературы, за сборники стихов на татарском языке «Дүртенче кат… Бишенче кат…» («Этажи»), «Җылытасы килә дөньяны» («Хочется согреть этот мир»)[41]. Вручена премьер-министром Республики Татарстан[тат.] И. Халиковым[42].
- Премия имени Абдуллы Алиша (2017 год)[43][44].
- Премия имени Гамиля Афзала (2021 год)[45].

Прочие
- Первая Приволжская литературная премия «NEWBOOK. Волга» (2015 год)[46].
- Диплом Фестиваля национальных литератур народов России (2018 год)[47].
- Евразийская международная премия в области культуры, литературы и науки (2018 год)[48].
- Медаль «Голубь мира» от международной общественной ассоциации «Генералы мира за мир» (2019 год)[49].
- Почётный знак Республики Саха (Якутия) «За укрепление мира и дружбы народов» (2021 год)[50][51][52].
- Занесение в почётный список Международного совета по детской книге (2022 год)[53].

## Личная жизнь
Жена — Айсылу Имамиева, писательница.